# 69406 Martz-Kohl
69406 Martz-Kohl è un asteroide della fascia principale. Scoperto nel 1995, presenta un'orbita caratterizzata da un semiasse maggiore pari a 1,8440681 au e da un'eccentricità di 0,0225424, inclinata di 21,99530° rispetto all'eclittica.